# Qualisol
 (novembre 2017).
Si vous disposez d'ouvrages ou d'articles de référence ou si vous connaissez des sites web de qualité traitant du thème abordé ici, merci de compléter l'article en donnant les références utiles à sa vérifiabilité et en les liant à la section « Notes et références ».
Qualisol est une démarche qualité destinée aux entreprises réalisant des installations solaires thermiques en France. En 2017, plus de 1 500 entreprises disposent d'une qualification RGE Qualisol active.

## Historique
Le dispositif Qualisol a été lancé sous la forme d'une appellation gérée par l'ADEME dans le cadre du Plan Soleil 2000/2006, un programme national visant à promouvoir la production de chaleur et d'eau chaude solaire en France. À partir de 2006, la gestion de l'appellation Qualisol a été transférée à Qualit'EnR, une association à but non lucratif créée pour porter ce dispositif qualité et l'étendre aux autres sources d'énergie renouvelable (photovoltaïque, biomasse, pompe à chaleur, géothermie...). Depuis, Qualisol est devenue une qualification professionnelle délivrée sur la base de la norme NF X50-091.

## Description
Qualisol est une qualification professionnelle couvrant l'installation de : 
- Chauffe-eau solaires dans l'habitat individuel (production d'eau chaude sanitaire).
- Chauffe-eau solaires dans les logements collectifs (production d'eau chaude sanitaire).
- Systèmes solaires combinés (production de chauffage et d'eau chaude sanitaire).

## Objectif
L'objectif de la qualification Qualisol est de permettre aux particuliers de trouver facilement un professionnel compétent et de proximité pour réaliser une installation solaire thermique.  Pour les ménages, Qualisol est un gage de confiance qui leur permet d'identifier simplement les entreprises compétentes et qualifiées, disposant des moyens nécessaires à une installation dans les règles de l'art et engagées dans une démarche qualité.

## Critères
Pour obtenir un certificat de qualification Qualisol, l'entreprise doit satisfaire un certain nombre de critères vérifiés par Qualit'EnR :
- Activité de l'entreprise (justificatif de type K-bis ou équivalent)
- Assurances (responsabilité générale et décennale) et sinistralité
- Moyens matériels
- Moyens humains et financiers
- Formation du personnel (au moins un référent technique par entreprise)

## Éligibilité aux aides
La qualification Qualisol est porteuse de la mention "RGE" (Reconnu garant de l'Environnement) délivrée par l'État, qui distingue les signes de qualité concourant à l'amélioration de la performance énergétique des bâtiments. À ce titre, les installations réalisées par des entreprises Qualisol sont éligibles au crédit d'impôt transition énergétique sous réserve des autres critères (ancienneté du logement, performance du matériel, etc.), à l'Eco-Prêt à Taux zéro, etc. De nombreuses régions proposent également des aides locales, la plupart conditionnées au fait de recourir à une entreprise engagée dans une démarche de qualité.